# Upplands runinskrifter 772
Upplands runinskrifter 772 är en vikingatida ristad sten av granit i Ytter-Gånsta, Vårfrukyrka socken och Enköpings kommun. Stenen är rent ornamental, prydd med rundjur men har inga runor. Runstenen är 1,25 meter hög och 1,5 meter bred. Ristningslinjerna är grunda och i viss mån omöjliga att följa.